# Upplands runinskrifter Fv1976;108
Upplands runinskrifter Fv1976;108 är en vikingatida runsten av diorit i Tibble, Vassunda socken och Knivsta kommun. Stenen är 1,5 meter hög och 90 centimeter bred. Ristningsytans storlek är 90 gånger 40 centimeter. Runhöjden är 7 centimeter. Ristningsytan är starkt vittrad och det mesta är oläsligt. U Fv1976;108 hittades 1975. Stenen står mellan U 466 och U 467.

## Inskriften
Translitterering av runraden:
sih----... ...u... ...--...-... : -...- : -in : u-- : -...
Normalisering till runsvenska:
Sig... ... ... ... ... ... ...
Översättning till nusvenska:
Sig-...